# Pouan-les-Vallées
Pouan-les-Vallées è un comune francese di 513 abitanti situato nel dipartimento dell'Aube nella regione del Grand Est.

## Società

### Evoluzione demografica
Abitanti censiti